# Витенчук, Вадим Вячеславович
Вади́м Вячесла́вович Витенчу́к (укр. Вадим В'ячеславович Вітенчук; род. 13 января 1997, Ильичёвск, Одесская область) — украинский футболист, полузащитник клуба «Буковина».

## Игровая карьера
Воспитанник одесского футбола, в ДЮФЛУ выступал за «Черноморец» имени А. Ф. Зубрицкого и ДЮСШ-11. Накануне старта сезона 2015/16 годов перешёл в луганскую «Зарю», где выступал за юниорскую (17 матчей) и молодёжную (11 матчей) команды клуба. перед началом следующего сезона перешёл в «Александрию», где выступал за молодёжную команду. Единственный матч за главную команду провёл 26 сентября 2019 года, в проигранном для александрийцев (0:3) выездном матче третьего квалификационного раунда Кубка Украины против одесского «Черноморца». Вадим вышел на поле в стартовом составе, на 45+2-й минуте получил жёлтую карточку, а во время перерыва его заменил Дмитрий Гречишкин.
В конце февраля 2020 года подписал контракт с МФК «Николаев». В футболке «корабелов» дебютировал 22 марта 2019 года в проигранном (0:1) домашнем матче 19-го тура первой лиги против петровского «Ингульца». Витенчук вышел на поле в стартовом составе и отыграл весь матч.
Летом 2022 года подписал контракт на два года с клубом Премьер-лиги «Минай». В высшем дивизионе дебютировал 29 августа 2022 года в игре с «Александрией», выйдя в стартовом составе.